# Hyloxalus bocagei
Hyloxalus bocagei – gatunek płaza bezogonowego z rodziny drzewołazowatych (Dendrobatidae). Występuje w północno-zachodniej Ameryce Południowej i jest narażony na wyginięcie.

## Systematyka
Taksonomiczna historia Hyloxalus bocagei i spokrewnionych z nim gatunków jest skomplikowana i w grupie tej miało już miejsce kilka rewizji taksonomicznych. M.in. w 2010 roku Monica Páez-Vacas i inni wydzielili sporą część populacji zaliczanych dotąd do Hyloxalus bocagei do dwóch nowo opisanych gatunków: Hyloxalus italoi i Hyloxalus yasuni.

## Występowanie
Kręgowca tego spotkać można na wschodnich zboczach Andów w południowo-zachodniej Kolumbii i północnym Ekwadorze, na wysokości 1230–1950 m n.p.m.
Zamieszkuje on tropikalne wilgotne lasy górskie i związany jest z płynącymi przez ich teren strumieniami.

## Rozród
Samica składa jaja na ściółce, zaś jej partner strzeże jaj, a gdy wyklują się kijanki – przenosi je do strumienia, gdzie odbywają dalszy rozwój z przeobrażeniem. 

## Status zagrożenia
W Czerwonej księdze gatunków zagrożonych IUCN Hyloxalus bocagei klasyfikowany jest jako gatunek narażony (VU, ang. Vulnerable). Lokalnie jest to jeszcze gatunek bardzo liczny, jednak zagrażają mu utrata i degradacja siedlisk spowodowane budową hydroelektrowni, pozyskiwaniem drewna, rozwojem rolnictwa i zanieczyszczeniami z rurociągu naftowego przecinającego zasięg występowania tego płaza. Za potencjalne zagrożenie uznaje się też grzybiczą chorobę – chytridiomikozę.